# 林光朝
林光朝（1114年—1178年），字谦之，号艾轩，兴化军莆田（今屬福建）人，宋代官員。

## 生平
郑侠之女婿。宋徽宗政和四年（1114年）出生。少年好学，绍兴五年（1135年），赴礼部试不第，從尹焞游。绍兴八年（1138年）再试，又不中。随名儒陸子正学习，通晓六经与百家之学。绍兴十年（1140年），在黄石东井红泉宫创办“红泉义学”，人称为“南夫子”。一時儒風振起，洛学广传。與方翥友好。隆兴元年（1163年）进士授左迪功郎，调任袁州司戶參軍，改永福（今永泰）知县。乾道五年（1169年）任秘书省正字兼实录院检讨，迁著作佐郎。乾道九年（1173年），得罪知枢密院事张说，被外调任广西提点刑狱，改提点广东刑狱。再迁国子祭酒，兼太子左谕德。淳熙四年（1177年），升任中书舍人兼侍讲。因反對权相曾觌荐举謝廓然赐同进士出身，並任殿中侍御史，憤而辭官。改出知婺州（今浙江金华）。晚年提举江州太平兴国宫，世称艾轩先生。孝宗淳熙五年（1178年）卒，年六十五岁。谥文节。朱熹感叹地说：“某少年过莆，见林谦之、方次云深道理，极精细。退而思之，忘寝食者数时”。有《艾軒集》10卷。

### 家庭
屬長城林氏，並非屬於九牧林的。
曾祖父林南一
祖父林繁 
父林勉，母魯氏
娶徐氏、鄭氏，生六子女一
婿黃安石、方大東。侄孫婿方伯佑。黃安石父親黃府 (字用藏)和朱熹是姻親，黃府之女嫁朱熹長子。
外孫黃近 (外孫媳吳氏)、黃遠 (外孫媳詹氏)。

## 延伸阅读
[在维基数据编辑]
 《宋史/卷433》，出自脱脱《宋史》